# João Lourenço (Fußballspieler)
João de Matos Moura Lourenço (* 8. April 1942 in Alcobaça) ist ein ehemaliger portugiesischer Fußballspieler.

## Karriere
Lourenço begann seine Karriere in seiner Heimatstadt beim Ginásio Clube de Alcobaça. 1961 schloss er sich Académica de Coimbra an. Von dort wechselte er 1964 zu Sporting Lissabon. Mit diesem Klub gewann er zweimal die portugiesische Meisterschaft sowie den portugiesischen Pokal. 1972 beendete er dort im Alter von 30 Jahren seine aktive Laufbahn.
Ohne zuvor ein Länderspiel bestritten zu haben, wurde Lourenço von Trainer Otto Glória in den portugiesischen Kader für die Endrunde der Fußball-Weltmeisterschaft 1966 in England berufen. Während des Turniers, das Portugal mit dem dritten Platz abschloss, wurde er nicht eingesetzt. Auch nach der WM blieb er ohne Einsatz in der portugiesischen Nationalmannschaft.

## Erfolge
- Portugiesischer Meister: 1966 und 1970
- Portugiesischer Pokal: 1971